# Au milieu de nulle part (film, 2014)
Pour les articles homonymes, voir Au milieu de nulle part.
Pour plus de détails, voir Fiche technique et Distribution.
Au milieu de nulle part (Đập cánh giữa không trung) est un film dramatique vietnamien réalisé par Nguyễn Hoàng Điệp et sorti le 2 septembre 2014. C'est une coproduction internationale entre le Viêt Nam, la France, la Norvège et l'Allemagne.

## Synopsis
Huyền est étudiante. Son petit ami, Tùng, travaille pour la ville et aime bien les combats de coq illégaux. Ils vivent ensemble dans la capitale, loin de leurs familles. Tùng veut tout le temps coucher avec Huyền, ce qui a pour résultat que Huyền tombe enceinte. Le couple, qui n'a jamais assez d'argent pour joindre les deux bouts, décide d'avorter. Pour ce faire, Huyền se tourne vers le seul homme prêt à l'aider, qui se trouve être un fétichiste des femmes enceintes.

## Distribution
Sauf indication contraire, les informations mentionnées dans cette section peuvent être confirmées par la base de données cinématographiques IMDb,  présente dans la section « Liens externes ».
- Hoàng Hà : Tùng
- Nguyễn Thùy Anh : Huyền
- Thanh Duy : Linh
- Trần Bảo Sơn : Hoàng

## Fiche technique
Sauf indication contraire, les informations mentionnées dans cette section peuvent être confirmées par les bases de données cinématographiques IMDb et Allociné,  présentes dans la section « Liens externes ».
- Titre français : Au milieu de nulle part
- Titre original : Đập cánh giữa không trung
- Titre anglais : Flapping in the Middle of Nowhere
- Réalisation : Nguyễn Hoàng Điệp
- Scénario : Nguyễn Hoàng Điệp
- Son : Nicolas d'Halluin, Benoît Gargonne, Daniel Gries, Jean-Guy Véran
- Montage : Jacques Comets et Gustavo Vasco
- Musique : Pierre Aviat
- Production : David Lindner Leporda, Alan R. Milligan et Nguyễn Hoàng Điệp
- Sociétés de production : Ciné-Sud Promotion (France), Film Farms (Norvège), Filmallee (Allemagne), Vblock Media Joint Stock Company (Viêt Nam)
- Pays de production :  Viêt Nam
- Langue originale : vietnamien
- Format : couleur
- Genre : drame
- Durée : 99 minutes
- Date de sortie : 2 septembre 2014

## Accueil

### Accueil critique
Le film a globalement reçu un bon accueil critique.

### Nominations et récompenses
- Mostra de Venise

Le film remporte le prix du « Meilleur film » du FEDEORA,.
- Festival du film du Viêt Nam
- Festival international du film de Hanoï

Le film gagne la prix spéciale du jury pour un long-métrage.
- Festival international de films de Fribourg

En 2015, Au milieu de nulle part remporte trois prix : la Mention spéciale (Le Regard d'Or), le prix E-CHANGER et le prix du Jury œcuménique.
- Festival des trois continents

Le film remporte la mention spéciale,.
- Festival international du film de Bratislava

Nguyễn Hoàng Điệp remporte le prix de la meilleure réalisation,.
- American Film Institute Fest

Nommé dans la catégorie New Auteurs (« nouveaux auteurs »).
- Festival international du film de Toronto

Nommé pour le prix du public Grolsch en 2015.
- Festival international du film vietnamien

En 2015, Au milieu de nulle part remporte le prix Trống Đồng du Grand Jury pour le meilleur film.